# Storia delle ferrovie in Ungheria
La storia delle ferrovie in Ungheria ha inizio nel 1846, con l'apertura al traffico della ferrovia a scartamento normale tra Pest (Budapest) e Vác.

## I primordi (1846-1868)

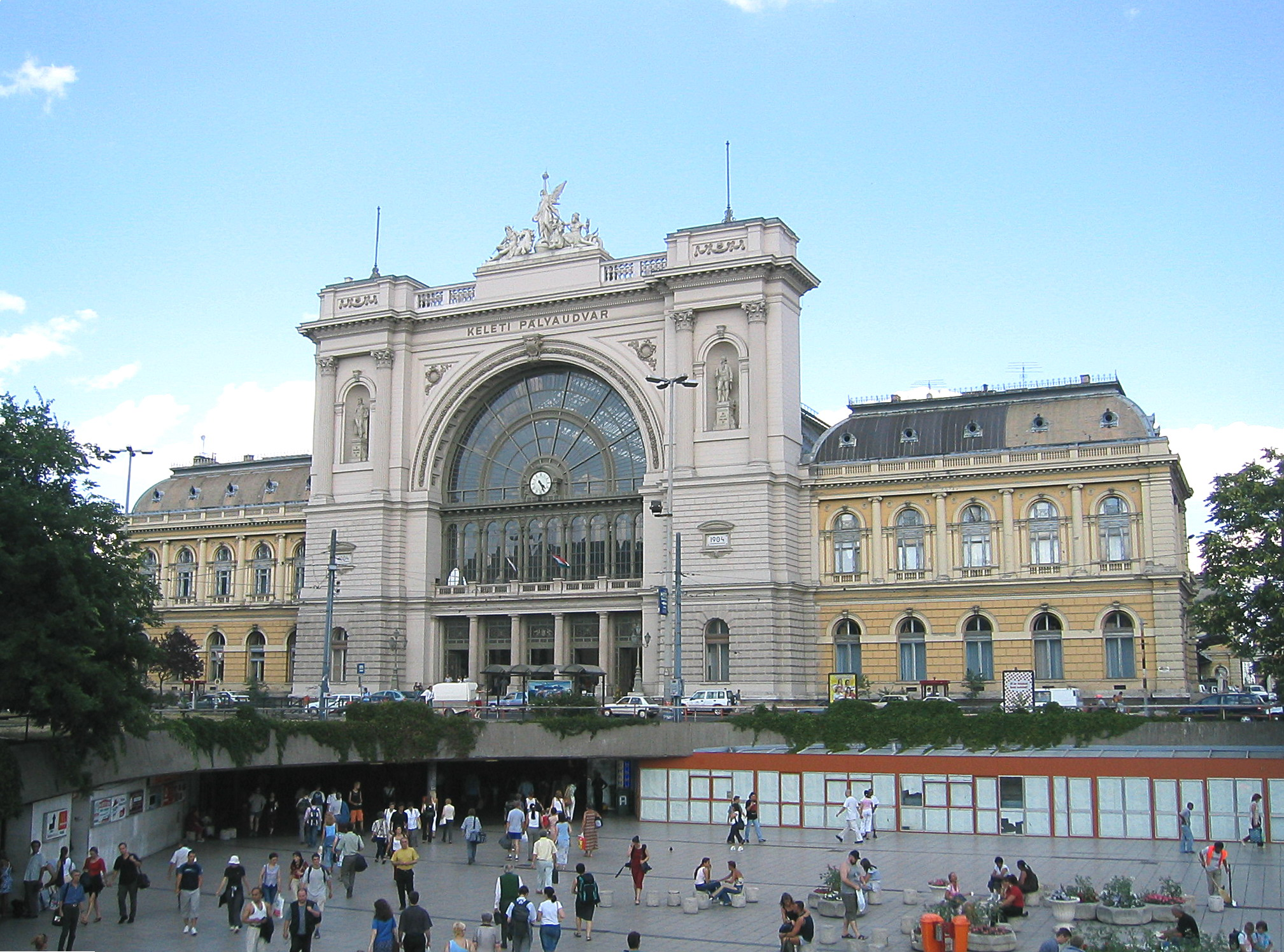
Stazione di Budapest-Keleti (Budapest Centrale)

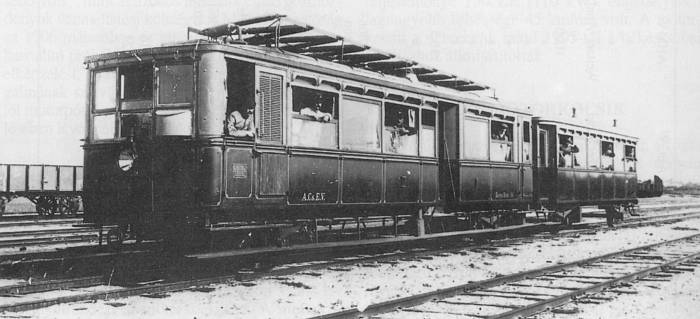
Una delle prime automotrici a motori termici della compagnia ACsEV

La prima linea ferroviaria, di 46 km, venne costruita e aperta al traffico il 15 luglio del 1846 tra Pest (Budapest) e Vác (tale data è tradizionalmente ritenuta quella di nascita delle ferrovie in Ungheria). L'anno successivo ad essa si aggiunsero i circa 100 km tra Pest e Szolnok ed entro il 1848 erano aperti complessivamente circa 200 km. Tra il 1848-49 le due tratte ferroviarie furono protagoniste del trasporto di truppe e materiale bellico nel corso dei moti rivoluzionari. Di massima le ferrovie erano state costruite da privati; nel 1854 il governo accolse il principio di corrispondere aiuti finanziari agli imprenditori con la garanzia di un interesse del 5% corrisposto in caso di mancanza di profitti. Tuttavia già negli anni cinquanta del XIX secolo a causa dei conflitti con l'Italia e con la Prussia le casse dello Stato austroungarico si erano pericolosamente assottigliate e ciò condusse, nel 1859, alla decisione di vendere ai privati le linee già costruite a carico dello Stato. Divennero quindi operative svariate compagnie ferroviarie di varia dimensione economica. Le maggiori società private furono:
- La Südbahn (SB);
- la Kaschau-Oderberger Bahn (KsOd) che ottenne nel 1866 la concessione per una linea ferroviaria tra Bohumín, nella Slesia austriaca, e Košice. Nel 1870 attivò la linea Kysak–Prešov, di collegamento con la Galizia. L'importanza delle linee consisteva principalmente nel trasporto del carbone slesiano. Negli anni successivi, la KsOd assunse l'esercizio di alcune ferrovie locali.
- la Kaiserliche und Königliche Staaten Bahn (KkStB).

La fabbrica Ganz nata a Budapest in questo periodo introdusse un nuovo metodo per la produzione di ruote in acciaio per rotabili ferroviari che vennero adottate da molte compagnie ferroviarie dell'Europa centrale. La Ganz si affermò presto come fabbrica ungherese di materiale rotabile e di trazione.
Le prime locomotive che circolarono in Ungheria erano di costruzione inglese, belga o americana, ma le compagnie austriache utilizzarono il più possibile materiale di trazione autarchico. Il rodiggio più utilizzato era quello 1-2-0 eccetto che per il materiale di provenienza statunitense, della Norris di Filadelfia, che era 2-2-0, il classico "American". Le locomotive per traino di treni merci furono le 0-3-0 (Classe "Erös" - "Strong") e successivamente le 0-4-0, mentre quelle per viaggiatori rimasero per molto tempo ancora le 1-2-0. Si trattava di macchine generalmente a cilindri esterni al telaio con distribuzione interna e privi di cabina vera e propria, in seguito dotate di semplici tettoie. Il combustibile usato era generalmente il carbone, ma non mancavano le locomotive alimentate a legna.
Il materiale rimorchiato era di massima di costruzione austriaca, cecoslovacca o svizzera.
Dal 12 giugno 1867 in seguito al "Compromesso" (Österreichisch-Ungarischer Ausgleich) l'Ungheria otteneva una condizione di parità con l'Austria segnando il passaggio dall'Impero Austriaco all'Impero austro-ungarico. Ciò comportava tuttavia anche l'assunzione diretta della responsabilità dei trasporti nel territorio del regno di Ungheria con tutte le sue problematiche. La maggior parte delle compagnie ferroviarie aveva contrattualmente ottenuta la garanzia di ripianamento dell'"eventuale" deficit di esercizio da parte dello Stato austriaco e ciò dovette essere onorato anche dal “nuovo” governo ungherese con la conseguenza di un pesante disavanzo di bilancio statale al punto che nel 1874 pesava più dell'8% del totale. Inoltre le compagnie, in maggioranza austriache, operavano tariffe vantaggiose in caso di trasporti verso l'Austria ed esose per i trasporti interni alla stessa Ungheria che ne risultava danneggiata nel suo sviluppo industriale e nei suoi interessi generali. Non bisogna trascurare inoltre il fatto che le stesse compagnie austriache evitavano la costruzione di nuove linee che potessero avere valore strategico avverso all'Austria o che fossero dirette verso i suoi confini. Nel 1868, il parlamento ungherese prese la decisione di nazionalizzare le ferrovie costituendo le MÁV (Magyar Államvasutak) e nel decennio successive avvenne il riscatto delle maggiori ferrovie private dell'Ungheria. Tra tale anno e il 1872 venne intrapreso un vasto programma di costruzioni ferroviarie a cui i privati poterono contribuire grazie alle garanzie e alle agevolazioni e alle integrazioni finanziarie previste dallo Stato; ciò se da un lato promosse lo sviluppo delle comunicazioni dall'altro innescò non poche manovre speculative che a volte sfociarono anche in grossi scandali finanziari.
Nel 1873 fu fondata la "Arad–Körösvölgyi Vasút" e tra febbraio 1877 e settembre 1881 costruì la linea ferroviaria tra Arad e Sebiș. Nel 1881 un'altra compagnia, la "Arad–Csanádi" ottenne la concessione per costruire una linea tra Arad e Seghedino e la realizzò rapidamente con tracciato ad "Y" tra novembre del 1882 e maggio del 1883.
Nel 1886 le due compagnie si fusero in "Aradi és Csanádi Egyesült Vasutak"- ACsEV- (in italiano Ferrovie unite Arad & Csanad) e in breve tempo realizzarono il nuovo collegamento con Chișineu-Criș, nel 1889 la diramazione per Cermei e tra 1889–1893 la linea della valle Crişul Alb fu prolungata fino a Brad.
Sin dal 1870 la MÁV iniziò a costruire in proprio il materiale rotabile dando luogo alla fabbrica che divenne poi la "MÁVAG". La prima locomotiva venne realizzata nel 1873 su progetto della Sigl, ma presto la fabbrica si dotò di un proprio ufficio progetti e dagli anni ottanta vennero realizzati progetti interamente ungheresi.
Nei due decenni successivi le MÁV introdussero riforme tariffarie favorevoli allo sviluppo dei trasporti su ferrovia e indussero anche una regolazione del mercato delle compagnie private rimaste in territorio ungherese.
In tale periodo si costruirono poche linee importanti, ma le direttive del 1882 resero possibile la costruzione di piccole ferrovie diramate o secondarie per alcune migliaia di km. La diffusione del trasporto divenne così molto capillare in tutto il territorio della nazione.
Nel 1884 venne promulgata una legge che semplificava le procedure per costituire società ferroviarie e ciò consentì la nascita di varie piccole compagnie ferroviarie a carattere locale che costruivano le linee e poi contraevano accordi con la MÁV per gestirne l'esercizio risparmiando quindi l'onere di acquisto delle locomotive e del materiale rimorchiato.
.

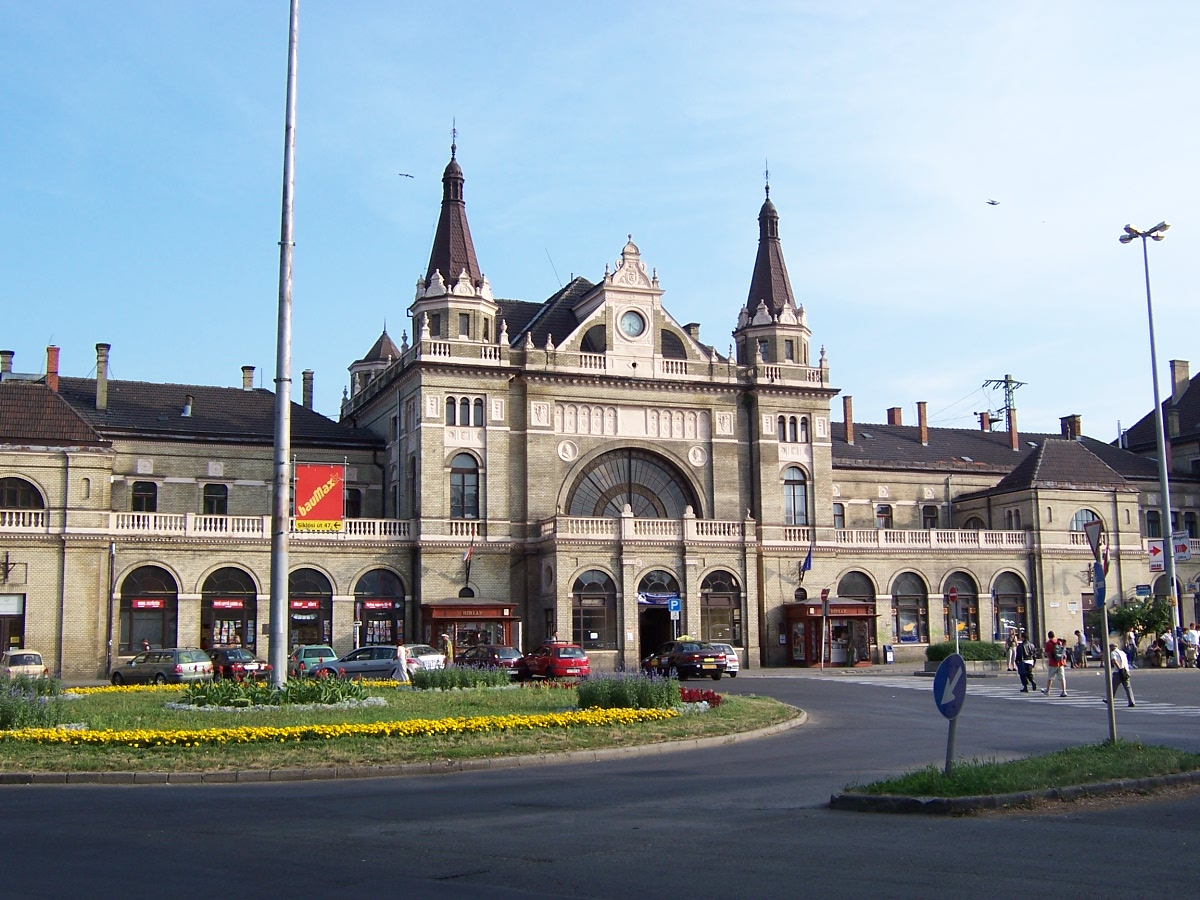
Stazione di Pécs

Nel mese di giugno del 1874 veniva inaugurata a Budapest la prima ferrovia a cremagliera che permetteva di scalare la collina sovrastante Buda.
Tra 1887 e 1888 la società delle tranvie di Budapest (Budapesti Közúti Vaspalýa Társaság) che già eserciva circa 167 km di tranvie urbane a cavalli costruì anche delle linee ferroviarie suburbane, con trazione a vapore, dalla capitale a Soroksár prolungate successivamente fino a Haraszti, Cinkota e Szentendre raccordate ai capilinea tranviari in alcuni punti. L'anno successivo la gestione delle linee ferroviarie venne assunta dalla nuova società Budapesti Helyérdekü Vasutak (BHÉV) che nel 1906 ne iniziò la trasformazione a trazione elettrica a corrente continua a 1000 volt completandola entro il 1914.

## Dal 1890 allo scoppio della prima guerra mondiale (1914)
Nel 1890 avvenne la nazionalizzazione della maggior parte delle compagnie private a causa del loro dissesto economico e entro il 1892 anche le ferrovie StEG (k. k. privilegierte österreichische Staatseisenbahn-Gesellschafte) e KKStB, private a dispetto del nome, vennero nazionalizzate completando l'ossatura basilare della rete ferroviaria. Sopravvissero solo quattro società private; due grandi, la Südbahn (SB/DV) e la Kaschau-Oderberg (KsOd) e le piccole Györ-Sopron-Ebenfurth e Arad-Csanád (ACSEV).
La Ferrovia Kaschau-Oderberg (KsOd) e la Südbahn (SB/DV) sopravvissero fino al collasso dell'Impero austro-ungarico.
Le locomotive e il materiale rimorchiato ereditati dalla MÁV erano una vera e propria miscellanea di modelli in quanto provenienti dalle varie compagnie nazionalizzate e la maggior parte erano di costruzione austriaca. La MÁV individuati i tipi di macchine che le occorrevano stabilì contatti con Georg Sigl di Vienna per la loro costruzione; Sigl divenne per un certo tempo il suo maggior fornitore di locomotive che vennero di massima raggruppate secondo 4 categorie (o classi):
- Classe I - locomotive passeggeri veloci, di rodiggio 2-2-0
- Classe II - locomotive passeggeri per linee pianeggianti, 1-2-0
- Classe III - locomotive per merci o passeggeri per linee acclivi, 0-3-0
- Classe IV – locomotive per merci pesanti o da montagna, 0-4-0

Nel 1901 MÁVAG iniziò la produzione di locomotive a caldaia alta. La prima fu la "Classe Il" (1901, poi Classe 201) 2-2-1 "Atlantic" e la sua gemella compound, Classe Im (1901, poi Classe 202).
Il periodo vide lo sviluppo di molti progetti nuovi e l'aggiornamento di modelli precedenti rivelatisi affidabili. Le locomotive costruite: Classe IIIe (1882, poi Classe 326), Classe IIIq (1893, poi Classe 325). Per le linee di montagna le locomotive passeggeri furono le 2-3-0, Classe Ih (1892, poi Classe 320) e, Classe Ik (1897, poi Classe 321).
Per treni merci pesanti furono sviluppate le potenti macchine a quattro assi accoppiati Classe IVc (1895, poi Classe 421). Queste furono le ultime macchine a telaio esterno.
Su commessa della piccola compagnia ACsEV, la Ganz iniziò la costruzione di automotrici a vapore per separare i servizi viaggiatori da quelli merci. Il progetto si rivelò oneroso per l'esercizio e dal 1903 la ACsEV acquistò automotrici termiche a trasmissione elettrica costruiti dalla fabbrica Weitzer János di Arad per oltre 40 unità divenendo una delle prime aziende ferroviarie al mondo ad usare tali mezzi di trazione per trasporto passeggeri.
Tra 1909 e 1914 vide la luce la prima serie di 355 locomotive, di rodiggio 1-3-1, del gruppo MÁV 324 in seguito costruita in varie serie di cui 400 unità munite di forno Brotan.
Nel 1910 la MÁV era divenuta una tra le grandi società ferroviarie europee; la sua rete era stata in gran parte completata e strutturata in modo che buona parte delle linee facessero capo alla capitale Budapest. Nel 1911 venne introdotto il nuovo sistema di numerazione delle locomotive, rimasto in uso fino agli inizi del XXI secolo, che teneva conto del numero di assi e del peso assiale.

## La prima guerra mondiale
Le ferrovie operarono intensamente durante le operazioni belliche e la MÁV effettuò molti trasporti militari. Kálmán Kandó, rientrato dall'Italia a causa dello scoppio della guerra, riprese la sua opera presso la Ganz (di cui diventerà nel 1917 direttore tecnico e successivamente direttore generale). Conscio del fatto che la produzione di carbone non sarebbe stata sufficiente alla domanda e che l'eventuale perdita delle miniere in caso di sconfitta avrebbe fatto collassare tutto il sistema basato sulla trazione a vapore si fece promotore della richiesta di una rapida elettrificazione della rete ferroviaria. Il suo interesse si spostò dall'alimentazione elettrica trifase a quella monofase e la linea ferroviaria Budapest-Hegyeshalom, da lui progettata, fu in seguito la prima al mondo ad adottare l'alimentazione a corrente alternata monofase a 15 kV e 50 Hz; nonostante le premesse, la sua idea trovò comunque attuazione solo molto tempo dopo; lo scoppio del conflitto prima e la successiva sconfitta del 1918 impedirono che l'Ungheria divenisse il primo paese al mondo elettrificato a corrente alternata monofase ad alta tensione.
In seguito alla scarsità di rame nel periodo prebellico e bellico molte locomotive del periodo vennero costruite adottando la caldaia Brotan in acciaio. Anche alcune classi di locomotive come le 324, 375 e 376 furono riadattate con caldaie Brotan. In molti casi si fece ritorno al forno tradizionale nel primo dopoguerra ma alcune lo mantennero fino alla loro radiazione quali i gruppi 342 (1914), 442 (1917) e 328 (1919). A causa dell'eccessivo sovraccarico di lavoro del periodo un buon numero di locomotive Classe 342 e 328 vennero commissionate alla tedesca Henschel.

## Il primo dopoguerra (1921-1938)

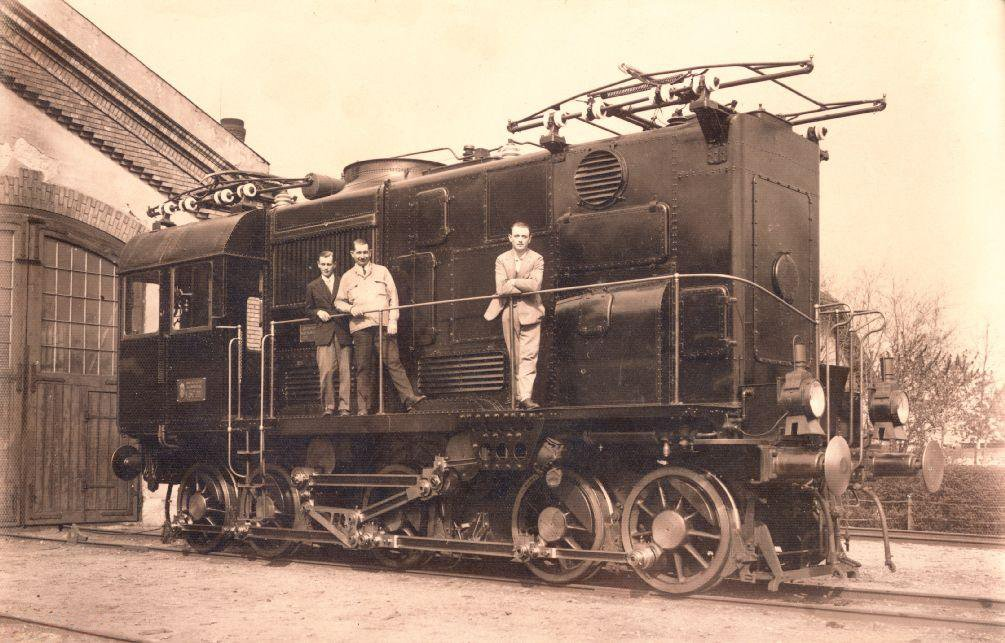
Locomotiva elettrica a corrente alternata V50 nel 1923

La prima guerra mondiale si concluse in modo disastroso per l'Ungheria con la perdita di circa 2/3 del suo territorio e del 50% della popolazione. Le sue ferrovie dovettero cedere per il risarcimento dei danni bellici un grande numero di locomotive e di materiale rimorchiato alla Romania e alla Jugoslavia ma anche se in misura minore a Cecoslovacchia, Polonia e Italia.
Anteriormente al 1918 l'intera rete ammontava a 22.318 km e si ridusse (dopo il 1922) a soli 8.183 km. La rete statale MÁV, di km 7.784, divenne di 2.822 km. Delle 5.070 locomotive a vapore ne rimasero soltanto 1.882. Le carrozze passeggeri diminuirono da 13.885 unità a 4.812 mentre i carri merci, che erano complessivamente 119.360 scesero a meno della metà, 52.970.
Tutte le linee ferroviarie private della compagnia KsOd vennero a trovarsi nel territorio della neonata Cecoslovacchia e la maggior parte di quelle ACsEV si trovarono fuori dai nuovi confini. La ACsEV prima del 1920 aveva raggiunto i 391 km di rete. In seguito al mutamento delle frontiere nel 1920 più di metà della rete si trovò assegnata alle ferrovie rumene (CFR). Le SB/DV vennero divise in 4 nuove entità territoriali e confluirono presto nella rete di stato di Austria, Jugoslavia e Italia; la parte rimasta in territorio ungherese continuò ad operare e nel 1932 fu statalizzata divenendo la ferrovia Danubio-Sava-Adria (DSA). Il collasso economico postbellico non consentì la costruzione di nuove linee per cui vennero costruiti solo raddoppi di linee esistenti e vennero realizzate pochissime locomotive tra cui, nel 1924, una locomotiva per uso universale Classe 424, di cui vennero realizzate per carenza di risorse solo otto unità. Alle difficoltà del periodo si aggiunse la crisi della Grande depressione.
Venne comunque avviato il programma di elettrificazione delle linee per contenere i costi di esercizio basandosi sul sistema che era stato ideato da Kálmán Kandó (Alimentazione monofase a 16 kV 50 Hz per locomotive con motori trifase) per cui fu sviluppata nel 1922 il prototipo V50 e successivamente la locomotiva MÁV V40 che usavano un convertitore di fase rotante per trasformare l'alta tensione monofase in tensione di trazione polifase atta ad alimentare i motori di trazione; vennero progettate e costruite anche le locomotive elettriche "V60" per l'uso nella linea Budapest-Hegyeshalom a partire dal 1931. Quest'ultima fu la prima linea ad essere stata elettrificata a corrente alternata a 16.000 V a frequenza industriale di 50 Hz mediante catenaria di contatto.
Furono realizzate anche automotrici diesel Classe Bmot e ABmot nel 1928. Nel campo delle locomotive a vapore per treni espressi nello stesso anno fu costruita la "Classe 22" (in seguito 275) e (nel 1936) la "Classe 242" a carenatura totale per i servizi rapidi. Le nuove costruzioni di carrozze passeggeri adottarono di serie il freno continuo automatico Westinghouse.

## La seconda guerra mondiale (1939-1945)
L'Ungheria entrò in guerra nel 1941 ma solo dal 1943 vi si trovò coinvolta in maniera pesante. Fu così possibile proseguire nello sviluppo di una nuova locomotiva elettrica, la Classe V44. Il 19 marzo 1944 la Germania occupò l'Ungheria e trasformò l'economia e le ferrovie in funzione delle esigenze del Terzo Reich. Il periodo fu caratterizzato da un intenso uso delle ferrovie per il trasporto di truppe germaniche. Anche il trasporto di carburanti dalla Romania verso la Germania impegnò le linee ungheresi e ciò fu causa di sempre più intensi attacchi aerei contro le linee di maggiore importanza; i danneggiamenti alle infrastrutture furono così gravi che quando l'Armata Rossa occupò i territori l'intero sistema ferroviario ungherese era collassato: più della metà delle linee principali e un quarto delle diramate era inagibile con l'85% dei ponti distrutti, il 28% dei fabbricati crollato e il 32% inagibile. Il materiale rotabile era in parte distrutto o venne ripartito tra i vari paesi vincitori. Solo 213 locomotive, 120 automotrici, 150 carrozze passeggeri e 1.900 carri merci erano in grado di essere utilizzati. La produzione ferroviaria della MÁVAG e degli altri stabilimenti venne orientata interamente alla riparazione dei rotabili danneggiati e alla costruzione di un gran numero di locomotive Classe 424. Entro il 1948 comunque era stato rimesso in sesto buona parte del necessario per una ripresa dell'esercizio. La prima riattivazione di una linea elettrica era avvenuta nell'ottobre del 1945.

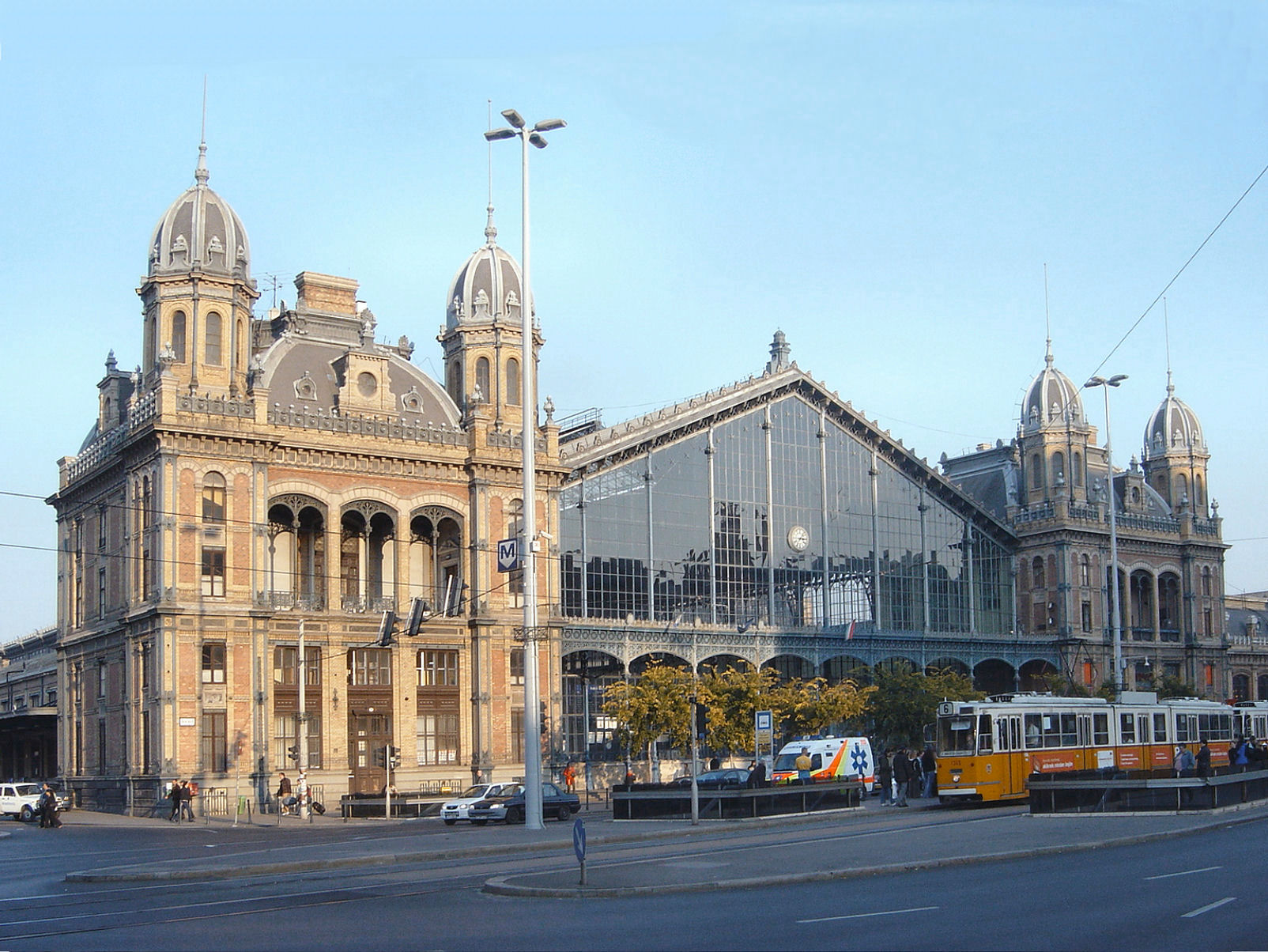
Stazione di Budapest ovest.

## Il secondo dopoguerra (1945-1948)
In seguito all'occupazione sovietica il materiale rotabile MÁV fu considerato bottino di guerra e pertanto sottratto al servizio ferroviario e venduto. Molte locomotive erano state portate in Germania durante la ritirata tedesca ed erano viceversa rimaste in territorio ungherese molte locomotive di costruzione tedesca che furono oggetto di scambio tra 1948 e 1952 per consentire una pur piccola riorganizzazione del parco ferroviario. I costruttori ungheresi vennero impegnati a produrre circa 1500 locomotive quali risarcimento bellico per l'Unione Sovietica, la Jugoslavia e la Cecoslovacchia. Per far fronte alle proprie esigenze la MÁV fu quindi costretta ad acquistare a prezzo contenuto 510 locomotive di guerra americane del tipo USATC S-160 "Consolidation". Venne avviata la ricostruzione delle infrastrutture dannaggiate dagli eventi bellici e nell'ottobre del 1945 fu riattivato il servizio a trazione elettrica tra Budapest e l'area carbonifera di Tatabánya. I ponti più importanti furono ricostruiti in maniera provvisoria in attesa del riarmo definitivo degli anni successivi.
Nel 1948 sulle alture di Budapest venne costruita, su iniziativa delle autorità comuniste, una singolare linea ferroviaria a scartamento ridotto (760 mm) il cui esercizio venne affidato a personale composto di adolescenti, definito al tempo "giovani pionieri"; denominata Gyermekvasút la linea, ancora esistente, fa parte delle ferrovie statali ungheresi (MÁV) e si sviluppa per 11,2 km da Széchenyi-hegy a Hűvösvölgy.

## Le ferrovie ungheresi sotto il regime comunista (1949-1956)
Nel 1949 i comunisti presero il potere con il sostegno dell'Armata rossa e avviarono un piano di rimozione forzata di gran parte della classe dirigente e pertanto anche delle ferrovie statali. Il Direttore generale della MÁV, László Varga, in tale frangente venne condannato a morte con l'accusa di spionaggio e di aver procurato danno all'Unione sovietica favorendo l'acquisto delle locomotive usate americane. Tutte le ferrovie dell'Ungheria, pubbliche e private, principali e secondarie di qualunque tipologia vennero nazionalizzate e inglobate nelle MÁV.

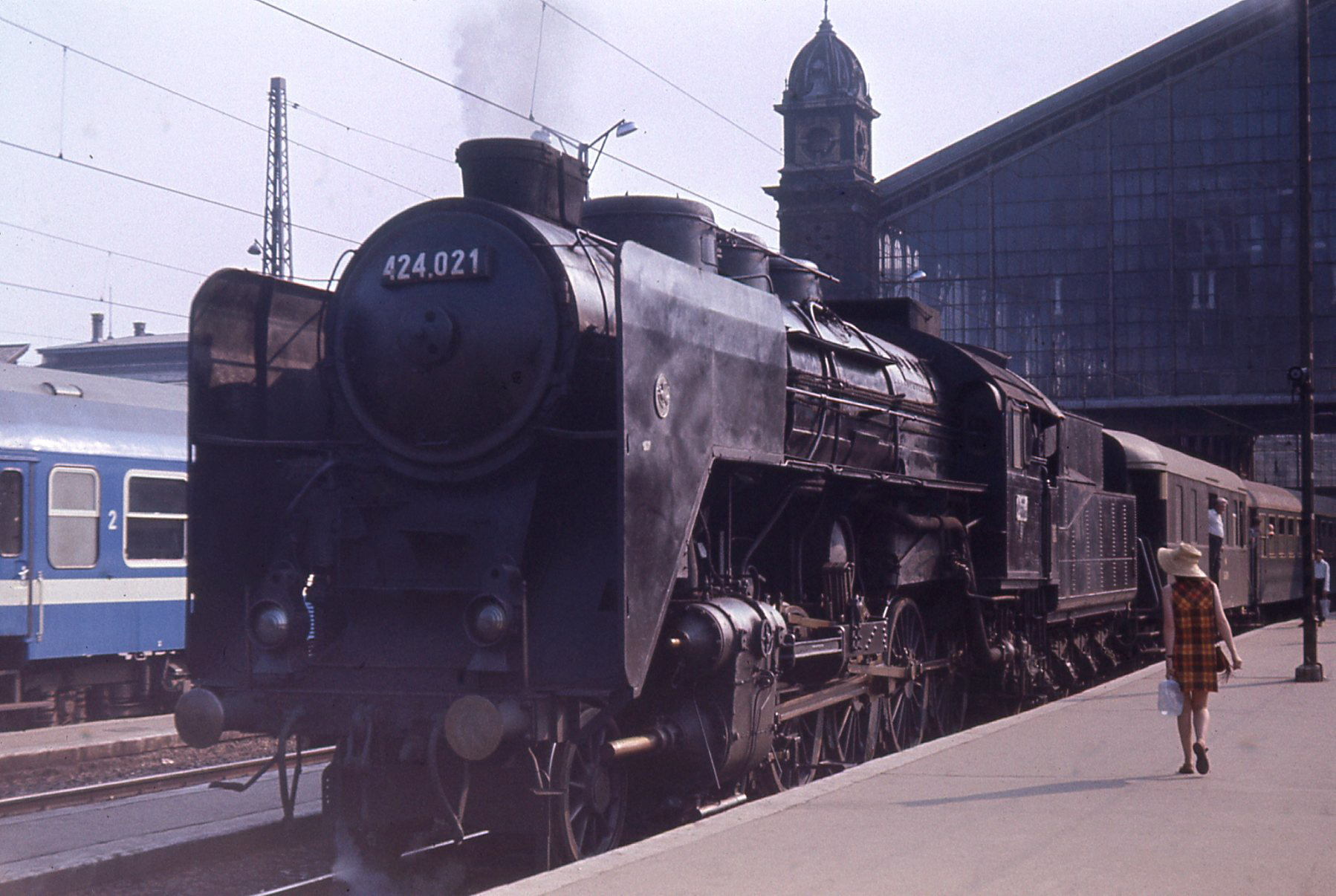
4-8-0 locomotiva a Budapest ovest, nel 1972

Negli anni cinquanta le direttive staliniste impressero un programma accelerato di industrializzazione e di conseguenza anche la produzione di locomotive venne orientata a soddisfare le esigenze sovietiche. Vennero lasciate indietro le esigenze di ammodernamento della rete e del parco rotabili; fu sviluppata anche una nuova e potente macchina di rodiggio 2-3-2 (Classe 303), prodotta in pochissimi esemplari in quanto era ormai iniziata quella delle nuove locomotive elettriche; fu sviluppata, basandosi su esperienze svizzere, la Classe V55 a 5 assi di cui furono realizzati 20 esemplari, ma si rivelò un insuccesso. Nel campo diesel-elettrico vide la luce la Classe M44, "Bo Bo" da 600 hp con motorizzazione Ganz-Jendrassik che fu costruita in molti esemplari per le ferrovie dell'area socialista.
La rivolta del 1956 non arrecò danni sostanziali alle ferrovie.

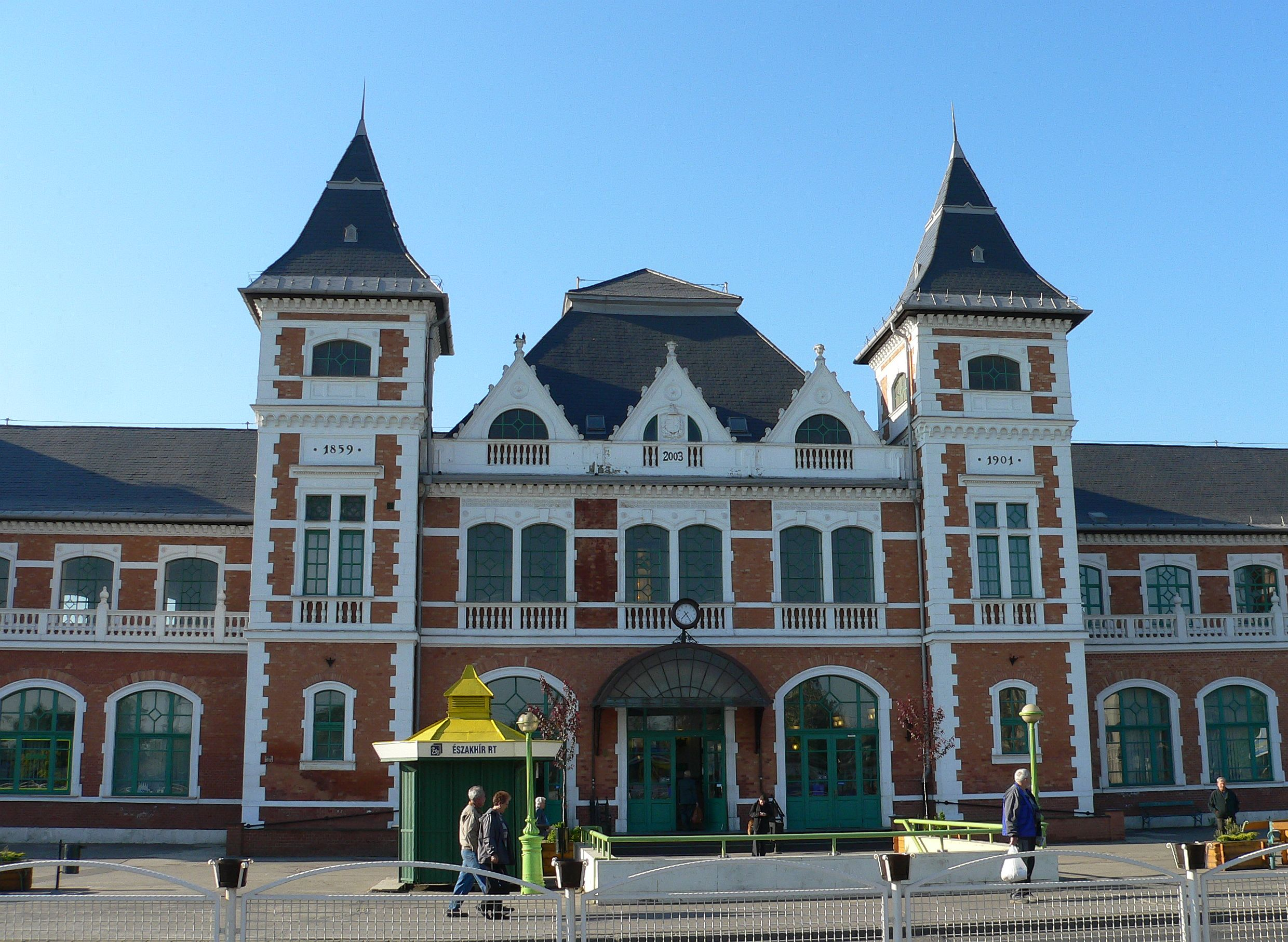
Stazione di Tiszai a Miskolc.

## L'abbandono della trazione a vapore e le elettrificazioni
Dal 1958 fu abbandonata la costruzione delle locomotive a vapore; l'ultima ad uscire dalla fabbrica per la MÁV fu la 375.1032. Verso la metà degli anni sessanta fu presa la decisione di abolire la trazione a vapore tuttavia la totale scomparsa del vapore si concretizzò solo nel 1986; per sopperire alle esigenze di trazione furono acquistate locomotive diesel di costruzione svedese o russa. In seguito alle direttive di stato, nel 1959, la Ganz e la MÁVAG dovettero fondersi divenendo Ganz-MÁVAG. La fabbrica di carrozze MWG di Györ fu riconvertita per la produzione di motori e di mezzi stradali.
Le ferrovie ungheresi, sin dal 1931, avevano adottata la linea aerea a catenaria alimentata a 16 kV con buoni risultati. Passati i periodi più critici del secondo dopoguerra l'elettrificazione venne attivata sulle linee principali riservando la trazione diesel alle linee secondarie. La tratta elettrificata Budapest - Hegyeshalom (in direzione di Vienna) divenne operativa nei primi anni settanta. In seguito alle nuove direttive dell'UIC tuttavia, nelle nuove elettrificazioni, si iniziò ad adottare la tensione unificata maggiore di 25 kV in conformità alle nuove realizzazioni europee come avvenuto in Francia. Le locomotive di nuova costruzione cominciarono ad essere realizzate in modo da poter operare sotto ambedue le tensioni.
A partire dal 1964 entrò in servizio la locomotiva elettrica, di disegno tedesco ma costruita in Ungheria, MÁV V43 a quattro assi motori, a corrente alternata, alla tensione di 25 kV 50 Hz e divenne il cavallo di battaglia della MÁV sia passeggeri che merci. Locomotive Diesel di grossa potenza vennero acquistate invece dall'Unione Sovietica (M62) e dalla industria svedese (M61). Rimasero carenti tuttavia le infrastrutture di linea.

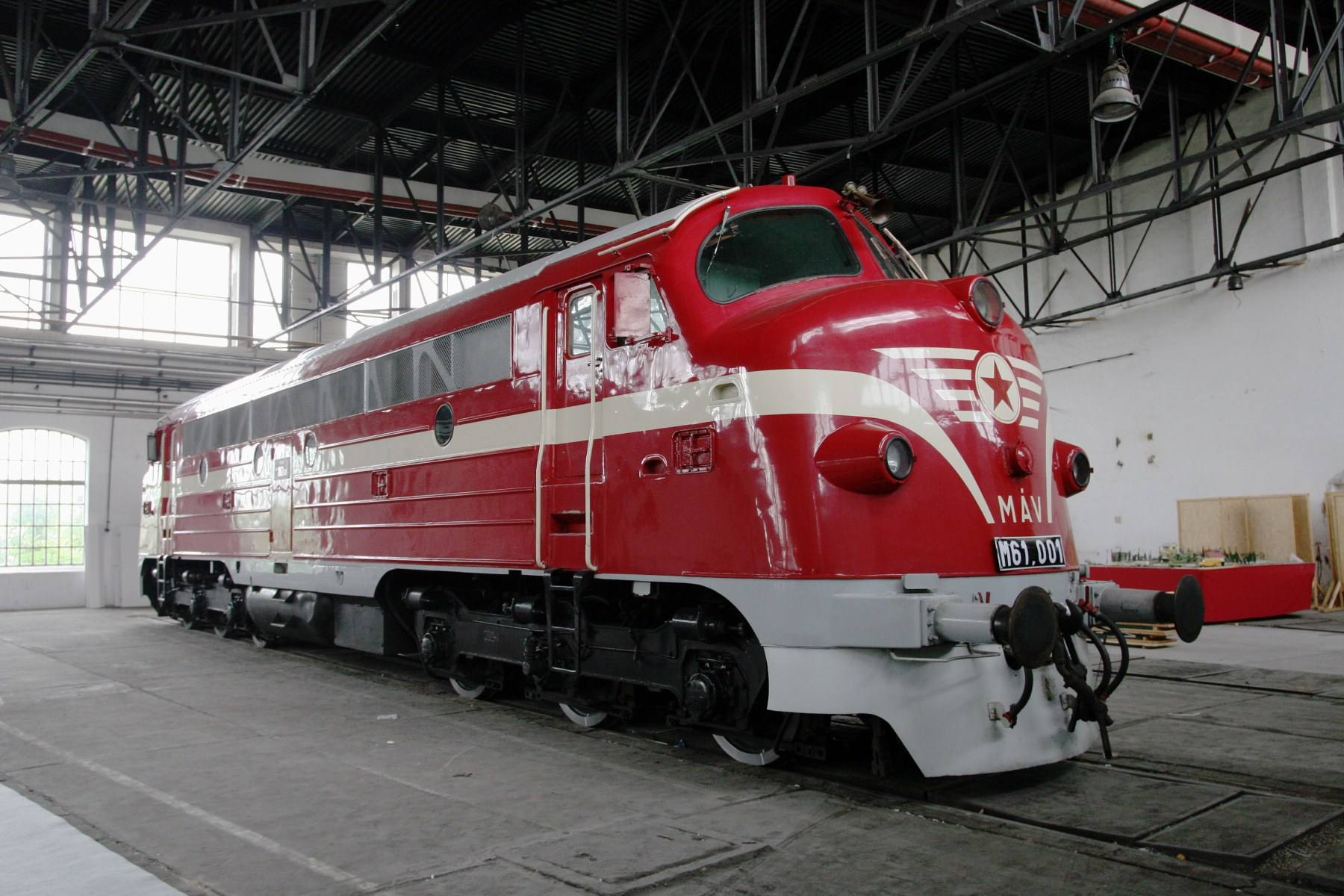
Locomotiva diesel-elettrica M61 di costruzione svedese tipo NOHAB

A partire dagli anni novanta il traffico è profondamente mutato con l'aumento vertiginoso del trasporto su strada e la conseguente diminuzione dei passeggeri e delle merci trasportate e, pertanto, anche degli introiti delle ferrovie statali. L'Ungheria d'altro canto non ha potuto far fronte alla richiesta di trasporti passeggeri veloci essendo le sue linee principali atte a velocità massime dell'ordine dei 120 km/h e solo in qualche caso con punte di 160 km/h.

## Gli anni duemila
MÁV è membro dell'UIC (UIC Code, 55);

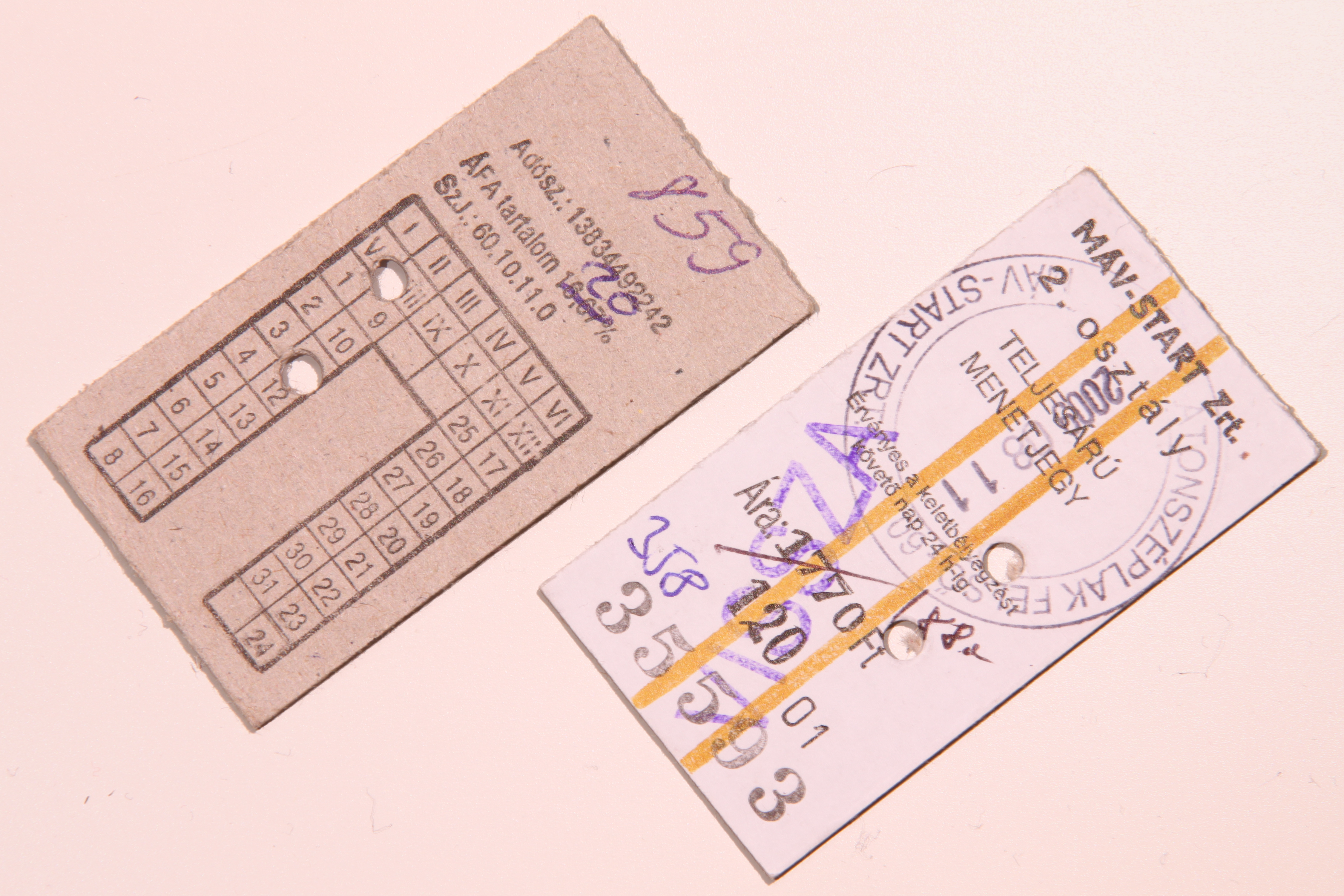
MÁV, biglietti "Edmonson" nel 2012

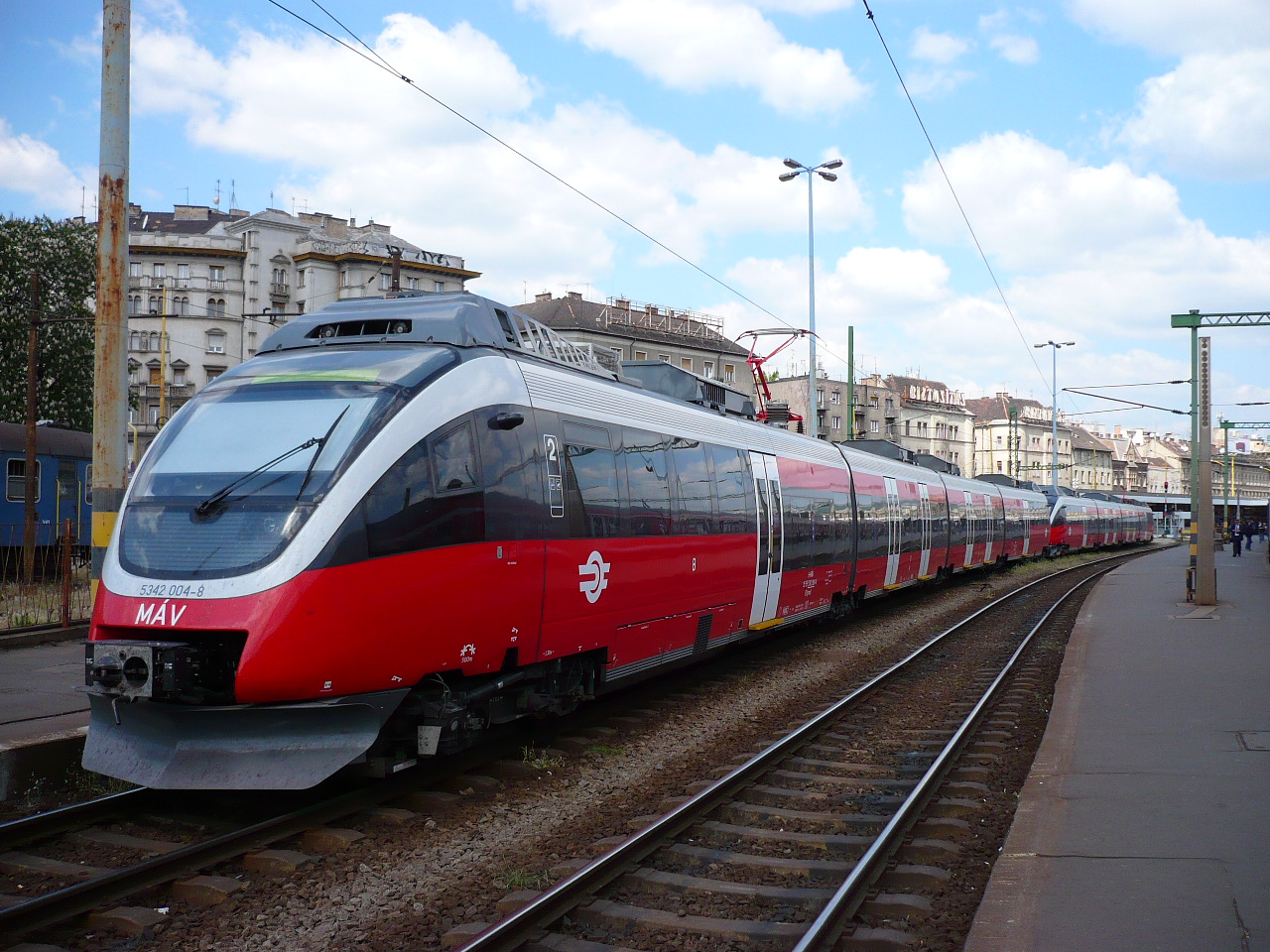
Uno dei "Talent" delle ferrovie ungheresi, nel 2007

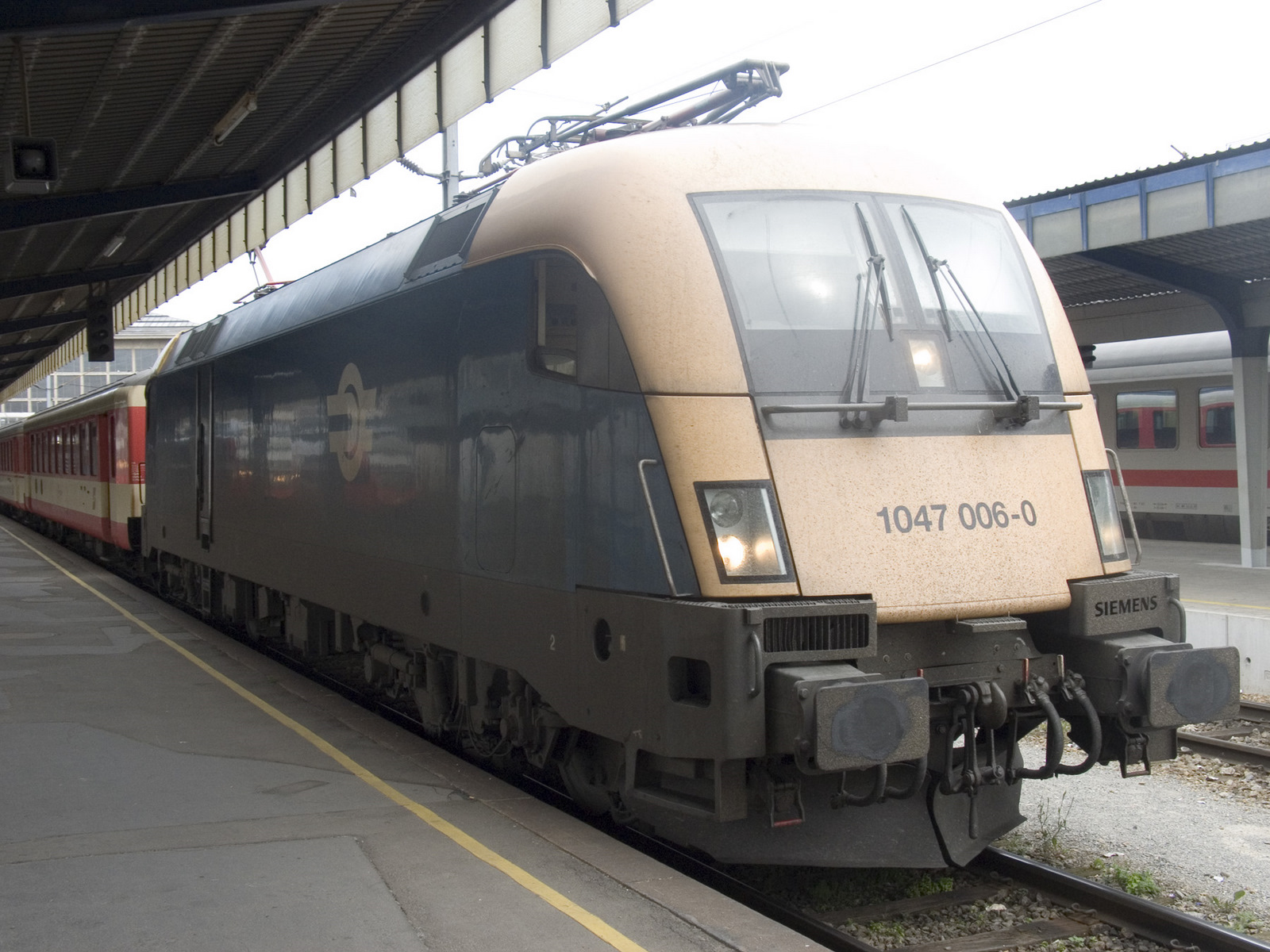
Locomotiva MAV a Vienna

A partire dagli anni 2000 i governi hanno focalizzato l'interesse nel settore autostradale finanziando programmi di potenziamento, ma non si è trovato conveniente farlo anche nel sistema ferroviario in particolare per quello regionale.
Le linee ferroviarie esistenti ammontano complessivamente a 7606 km di cui, a scartamento normale, 7394 km, a scartamento largo (russo) 36 km e a scartamento ridotto 176 km.
Sono stati ventilati negli anni più recenti programmi di dismissione di linee secondarie in parte operati e poi revocati. In virtù della posizione geografica l'Ungheria è un paese di transito per molti itinerari dell'Europa centrale e orientale e ciò è stato motivo di preservazione di alcune linee fondamentali, mentre molte secondarie sono state da tempo sospese o dismesse. L'interesse del trasporto è orientato verso i servizi cargo piuttosto che verso quelli passeggeri.
Anche la Magyar Államvasutak come molte altre amministrazioni ferroviarie europee è stata privatizzata separando il servizio passeggeri da quello merci con la creazione, nel 2007, della società "MÁV Start Zrt" (che gestisce il trasporto passeggeri) e, nel 2008, di "MÁV Cargo Zrt" (per il trasporto merci). Nel 2008 sono state create ulteriori suddivisioni societarie: MÁV Trakcio per la gestione della flotta trazione e "Gépészeti" per la manutenzione.
Nel corso del 2007 sono stati acquistati convogli Desiro nonché altro materiale rotabile tra cui Stadler FLIRT. Come risultato della collaborazione con le ferrovie austriache si è avuto un incremento del traffico internazionale Vienna e Budapest e si è sviluppato un accordo per servizi di qualità tra Budapest e Monaco.
I programmi di sviluppo prevedono una sempre maggiore utilizzazione di Internet per l'acquisto di titoli di viaggio e la modernizzazione dei sistemi di informazione per i passeggeri. Il management di MÁV-START Zrt ha conseguito nel 2008 il pareggio di bilancio.
"MÁV Cargo" è stato in seguito ceduta e ha cambiato nome in "Rail Cargo Hungaria Zrt" e fa parte del gruppo austriaco "Rail Cargo Austria"; gestisce una flotta di 20 locomotive e un parco di circa 10.000 carri merci con una movimentazione di circa 10 milioni di tonnellate di merci.
La MÁV (Magyar Államvasutak) ha tuttavia intenzione di ri-accorpare in MÁV Start, entro il 2014, la società MÁV Trakcio (proprietaria della flotta trazione e della società di manutenzione Gépészeti.
Il piano di ristrutturazione governativo ha previsto, per completare il programma di liberalizzazione, l'istituzione di un amministratore unico indipendente di tutta la rete ferroviaria dal 1º aprile 2013 allo scopo di aprire la concorrenza nel settore con l'eventuale creazione di nuove compagnie ferroviarie per il trasporto passeggeri.
Sostanzialmente persiste un duopolio in Ungheria; oltre al gruppo MÁV, essenzialmente in mano allo Stato, vi è anche la rete GySEV (Györ-Sopron-Ebenfurth), ma anch'essa in mano pubblica. La maggioranza del capitale sociale (61% circa) è in mano allo Stato, circa il 33% è di quello austriaco e il resto in mano a privati.
La rete è stata recentemente estesa con l'acquisizione delle linee
- Fertőszentmiklós - Neusiedl am See, elettrificata nel 2004
- Sopron-Szombathely di 62 km, acquisita da Magyar Államvasutak (MAV) nel 2001
- Szombathely-Szentgotthárd, acquisita da MAV nel 2005

Nel 2005 la rete GySEV comprendeva 283 km di linee a scartamento ordinario, di cui 230 km elettrificati a 25 kV 50 Hz.
Per la preservazione della memoria storica ferroviaria è stato creato il Museo ferroviario di Budapest Fusti. La prima pietra venne posta il 22 novembre 1999 sul sito del deposito locomotive di Budapest Nord delle MÁV. La prima fase si concluse entro otto mesi con la creazione, da parte del Ministero dei Trasporti, di "MÁV Nosztalgia" una divisione della MÁV finalizzata alla gestione del parco storico. Il 14 luglio del 2000 venne inaugurato il più grande museo ferroviario interattivo d'Europa con oltre un centinaio di veicoli ferroviari e attrezzature di varie epoche disposte in una superficie di oltre 70 000 m².

## Stazioni principali

### Budapest
- stazione Déli
- stazione Keleti
- stazione Nyugati
- stazione Kelenföld

### Miskolc
- stazione Tiszai
- stazione Gömöri

## Collegamenti ferroviari con paesi confinanti
- a scartamento comune:
  -  Ferrovie della Slovacchia
  -  Ferrovie della Croazia
  -  Slovenske železnice
  -  Ferrovie Federali Austriache
  -  Ferrovie della Serbia
  -  Căile Ferate Române
- con rottura di carico:
  -  Ferrovie dell'Ucraina